# Josef Rösl

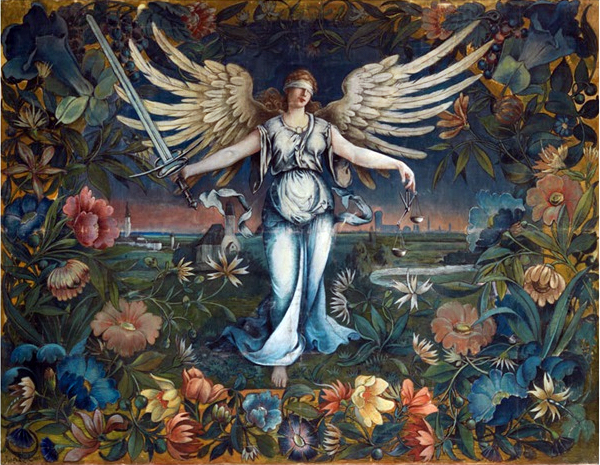
Justitia vor der Silhouette der Stadt München

Josef Rösl (auch Josef Roesl, * 20. Januar 1853 in München; † 1. Mai 1931 in Ammerland) war ein deutscher Maler.
Josef Rösl war nach einem Privatunterricht bei Rudolf von Seitz seit dem 26. April 1872 Schüler an der Münchner Königlichen Akademie der Bildenden Künste bei Ludwig von Löfftz und Wilhelm von Lindenschmit d. J. Nach dem Studium begab er sich auf Studienreisen nach Italien und Paris. 
Er beschäftigte sich mit der Genre- und Glasmalerei sowie dem Kunstgewerbe. Zudem entwarf er auch Wandmalereien von Innenräumen, u. a. für das Neue Münchner Rathaus und in der Kirche in Weilheim/Obb.
Bekannt wurde er auch für seine Darstellungen von Fischen.
Sein Grab befindet sich auf dem Alten Südfriedhof.